# Warren Tchimbembé
Warren Christopher Paul-Roger Tchimbembé (sinh ngày 21 tháng 4 năm 1998) là cầu thủ bóng đá chuyên nghiệp thi đấu ở vị trí tiền vệ. Sinh ra tại Pháp, anh đại diện cho Congo trên đấu trường quốc tế.

## Sự nghiệp thi đấu
Vào ngày 22 tháng 5 năm 2018, Tchimbembé gia nhập Troyes bằng bản hợp đồng kéo dài 3 năm. Anh ta ra mắt đội bóng trong trận thua 2–1 tại Ligue 2 trước Brest vào ngày 3 tháng 8 năm 2018.
Vào ngày 23 tháng 7 năm 2020, Tchimbembé ký hợp đồng 4 năm với Metz. Đến ngày 28 tháng 1 năm 2022, anh ta gia nhập Mirandés theo dạng cho mượn đến hết mùa giải. Ngày 2 tháng 8 năm 2022, Tchimbembé chuyển tới Guingamp theo dạng cho mượn.

## Sự nghiệp thi đấu quốc tế
Sinh ra tại Pháp, Tchimbembé là người gốc Congo. Anh ta thi đấu lần đầu tiên cho Congo trong trận hòa 1–1 tại Vòng loại Giải vô địch bóng đá thế giới 2022 trước Togo vào ngày 9 tháng 10 năm 2021.